# The Maid at the Helm
Pour plus de détails, voir Fiche technique et Distribution.
The Maid at the Helm est un film muet américain réalisé par Francis Boggs et sorti en 1911.

## Fiche technique
- Réalisation : Francis Boggs
- Scénario : Francis Boggs
- Production : William Nicholas Selig
- Dates de sortie : 
  -  États-Unis : 7 décembre 1911

## Distribution
- Hobart Bosworth : Bill Hartley
- Sydney Ayres
- Fred Huntley
- Betty Harte
- Tom Santschi
- Herbert Rawlinson
- George Hernandez